# ワルシャワの秋
ワルシャワの秋（ポーランド語：Warszawska Jesień, 英語：Warsaw Autumn）は、ポーランドで行われている現代音楽祭の一つ。
1956年に、カジミェシュ・セロツキとタデウシュ・バイルトの提唱で実現。以後、稀な例外を除いて毎年行われている。大御所から若手までのポーランド人作曲家の世界初演はもちろんのこと、世界の現代音楽シーンを騒がせた作曲家達も積極的に紹介されている。多くの財団からの援助で、数多くのコンサートが連日開かれる。かつてはヴィトルト・ルトスワフスキ国際作曲コンクールの本選会も、この場で開催されていた。
2007年は、50周年を迎えた。現在のディレクターは、タデウシュ・ヴィエレツキ。